# Oleai Sports Complex
Oleai/Susupe Sports Complex – wieloużytkowy stadion w Saipan w Marianach Północnych. Obecnie używany najczęściej jako stadion piłkarski. Mecze na nim rozgrywa reprezentacja Marianów Północnych w piłce nożnej. Stadion pomieści 2000 ludzi.